# Friedensauer Schwesternschaft
Die Friedensauer Schwestern oder Friedensauer Schwesternschaft war ursprünglich eine Diakonissengemeinschaft der Siebenten-Tags-Adventisten in Deutschland. Heute noch besteht die Friedensauer Schwesternschaft als unselbständiger Teil des Deutschen Vereins für Gesundheitspflege.
Von 1901 bis etwa 1950 oder zum Teil bis 2008 kann die Friedensauer Schwesternschaft den christlichen Kommunitäten in Deutschland zugeordnet werden.

## Gründung und rechtliche Stellung

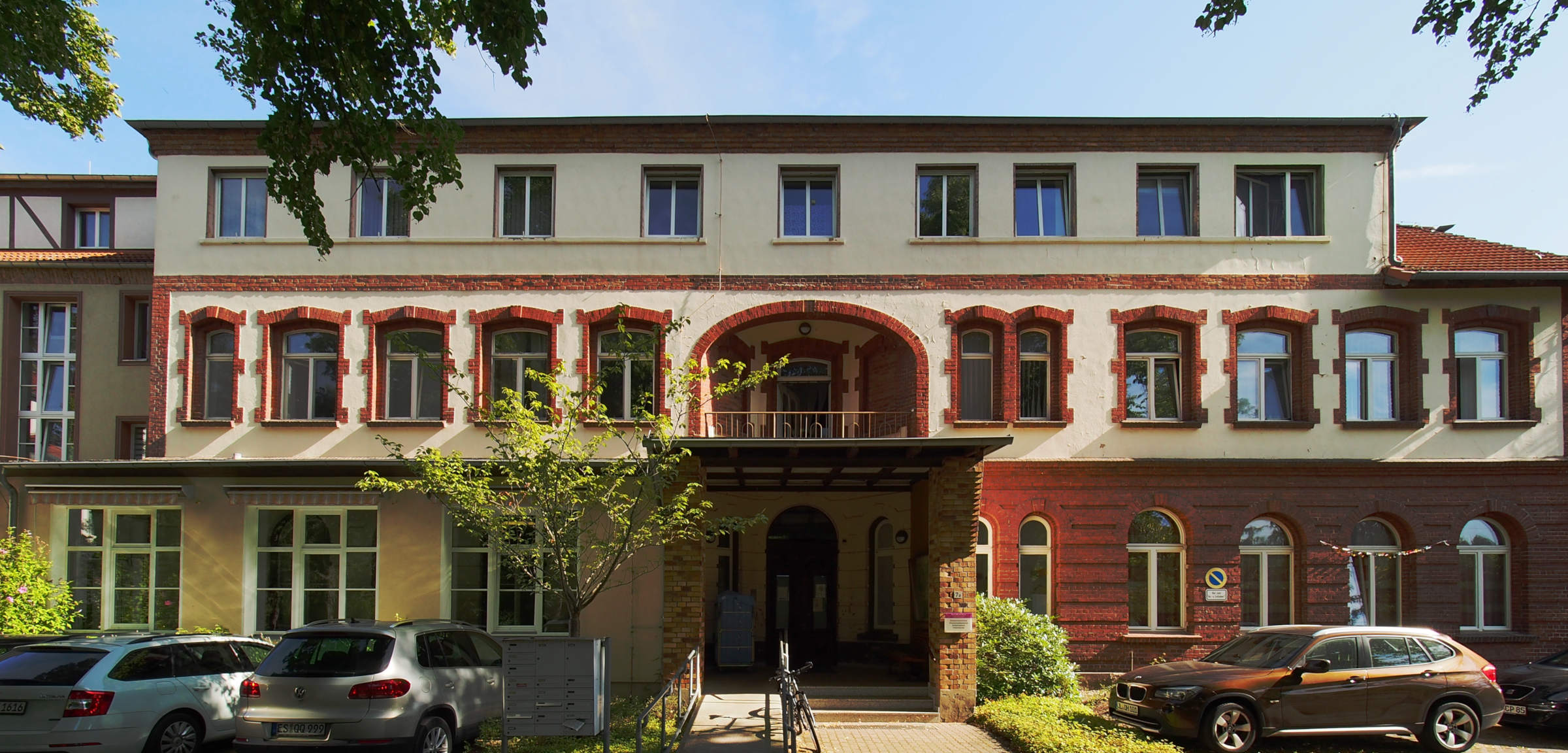
Das Friedensauer Sanatorium

Auf Veranlassung von Erich Meyer wurden 1901 die „Sanatoriumsschwestern Friedensau“ mit sieben Schwestern in Friedensau gegründet. Ziel war es, junge Frauen für die medizinische Ausbildung und Krankenpflege zu gewinnen. Jungen Frauen eine Ausbildung mit fundierter medizinischer Fachkunde und selbständige berufliche Tätigkeit zu ermöglichen, war damals noch nicht sehr verbreitet.
Gemäß dem Ansatz des Deutschen Vereins für Gesundheitspflege waren Naturheilverfahren, Diät sowie Wasseranwendung wichtiger Bestandteil von Ausbildung und späterer Berufsausübung. Der spätere Erfolg und die große Verbreitung ist demnach vor dem Hintergrund der Lebensreformbewegung in Deutschland nach 1900 zu sehen.
Durch die Anbindung der Schwesternschaft an das Sanatorium und den Deutschen Verein für Gesundheitspflege e.V. kam es bis heute zu keiner selbständigen Rechtsfigur, sondern sie blieb Teil des Vereins. Trotz dieser rechtlichen Unselbständigkeit war die Friedensauer Schwesternschaft schon früh in die Deutsche Schwesterngemeinschaft (DSG) eingebunden.

## Geschichte und Entwicklung

### Frühe Jahre
Von Beginn an waren in Friedensau durch die Fächer Anatomie, Physiologie, Hygiene, praktische Krankenpflege, Diät, Wasseranwendung und Massage in Ausbildung und Ausübung wichtige Schwerpunkte gesetzt. Bereits 1906 hatte die Schwesternschaft 52 Mitglieder. Vereinzelt wurden männliche Pfleger ausgebildet.

Erste Niederlassungen der Schwesternschaft (Schwesternheime) wurden z. B. in Wiesbaden (Rheinstraße) eingerichtet. 1910 ist im Wiesbadener Tagblatt, 58. Jahrgang, Nr. 280, 20. Juni 1910, Seite 3 zu lesen:
...Ich kenne die Adventistinnen seit Jahren in ihrem Beruf als Krankenpflegerinnen (ärztliche Mission). Auch hier in Wiesbaden haben wir eine Station derselben von 8 Schwestern. Dieselben kommen und sind ausgebildet in allen Zweigen der Krankenpflege von Friedensau (nicht Friedrichau) bei Magdeburg. Sie gelten als die beliebtesten Schwestern und auch die tüchtigsten in ihrem Beruf hier in Wiesbaden. Neben einer gediegenen Bildung in allen Stücken, verbinden dieselben mit gefälligem Äußeren gründliche Sachkenntnis der Krankenpflege, Bescheidenheit, absolute Zuverlässigkeit, und was nicht von zu unterschätzenden Wert ist, im Gegensatz zu vielen anderen, sie trinken nicht, sondern sind strenge Abstinenten. Dies sind die Vorzüge durch welche die "Friedensauer Schwestern" vom höchsten bis zum niedersten Patienten begehrt werden.
Die Schwestern waren meist selbständig tätig, nicht nur in Krankenhäusern oder Sanatorien, sondern auch in Familien und Vereinen (z. B. Blaues Kreuz) und in der Unterweisung zu gesundheitlichen Themen.

### Aufbruch in den 1920er Jahren
In Verbindung mit dem Aufschwung der ärztlichen Missionen der Siebenten-Tags-Adventisten waren die Friedensauer Schwestern nun nicht mehr nur in Deutschland tätig, sondern auch im Vorderen Orient, in Ägypten, in Liberia sowie in Niederländisch-Indien, dem heutigen Indonesien. Beispielhaft hierfür mag der Lebenslauf von Schwester Maria Trompeter (1892–1970) gelten, oder auch Schwester Dorothea Ising.
Im Wesentlichen blieben Friedensauer Schwestern in kleinen Schwesternheimen (Wohngemeinschaften) in den größeren Städten wie Berlin, Breslau, Hamburg, Hannover, Wiesbaden, Leipzig, Dresden, Chemnitz (Rabenstein) und Düsseldorf (Golzheim) angesiedelt und waren als privat angestellte Schwestern in zumeist gut- und großbürgerlichen Haushalten oder staatlichen und privaten Krankenhäusern beschäftigt.
Auf Grund der sozialen Situation kam es in Verbindung mit dem Advent-Wohlfahrtswerk in dieser Zeit jedoch verstärkt auch zur Tätigkeit in den lokalen Einrichtungen der Siebenten-Tags-Adventisten als Gemeindeschwestern.
Ab 1922 wurde de facto das Krankenhaus Waldfriede in Berlin-Zehlendorf zum Mutterhaus der Diakonissengemeinschaft, denn hier wurde die Ausbildung von Pflegerinnen und Pflegern angesiedelt. In Friedensau verblieb jedoch das Altenheim der Schwesternschaft.

### Zeit des Nationalsozialismus
Die Schwestern und die Einrichtungen der Schwesternheime konnten ihre Tätigkeit ungehindert fortsetzen, im Besonderen im Zusammenwirken mit dem Advent-Wohlfahrtswerk. In Sachsen jedoch mussten auf Druck von Friedrich Coch, ab 1933 Landesbischof der evangelischen Landeskirche, wohl hier in seiner Funktion als Gaufachberater in Kirchenfragen, die Schwesternheime in Rabenstein und Lichtenstein geschlossen werden. Es kam zur Entlassung der Schwestern, obwohl Ärzte und Pflegepersonal dagegen Protest einlegten.

### Im geteilten Deutschland
Nach dem Zweiten Weltkrieg konnten auch verheiratete Pflegerinnen und Pfleger Mitglied der Friedensauer Schwesternschaft werden.
Durch die unselbständige Rechtsfigur kam es erst ab 1961 (Mauerbau) zu einem nicht vollständig geregelten Organisations- und Rechtszustand. Als Teil der Siebenten-Tags-Adventisten in der DDR bestand die Schwesterngemeinschaft fort und trat bei der Organisation von jährlichen medizinischen Fachtagungen („Schwesterntagungen“) in Erscheinung.
In der BRD war die Friedensauer Schwesternschaft nach wie vor ein Teil des Deutschen Vereins für Gesundheitspflege und trat fast ausschließlich in Verbindung mit dem Krankenhaus Waldfriede in Erscheinung, nachgeordnet auch mit dem Krankenhaus in Düsseldorf-Golzheim.
Bedingt durch die deutsche Teilung gab es in der DDR keine Ausbildungsstätten der Friedensauer Schwesternschaft für Krankenpflegerinnen und -pfleger mehr. Seit den 1970er Jahren kam es zu vertraglichen Regelungen mit dem Evangelischen Krankenhaus Paul-Gerhardt-Stift in Lutherstadt Wittenberg. Fortan wurden hier jährlich zwei bis drei Personen der Friedensauer Schwesternschaft zur Ausbildung angenommen.

### Nach 1990
Wie in allen Diakonissenverbänden kam es schon vor 1990 zu anhaltendem Mitgliederschwund bzw. Überalterung. So wurde auf der letzten Tagung der Friedensauer Schwesternschaft keine Oberin mehr gewählt.

## Schwesterntracht
Von der Gründung der Friedensauer Schwesternschaft an bis ungefähr in die Zeit des Zweiten Weltkriegs bestand eine einheitliche Schwesterntracht. Wesentliches Merkmal war, wie bei vielen evangelischen Diakonissen, die hohe Schleierhaube. Das Schwesternkleid kannte sonst nur Differenzierungen nach Art der Tätigkeit und Jahreszeit. Nach 1950 wurde die Schleierhaube in Verbindung mit der „alten Schwesterntracht“ nachweislich nur von wenigen getragen, z. B. von der Oberin Elfriede Schröder und der Oberschwester Dora Hoyer.
Die neue Schwesterntracht bestand ab ca. 1950 aus einer weißen gestärkten Kuppelhaube (weiterhin ohne Kinnbinde / -schleife) und dunklem oder hellgrauem Kleid mit weißem Rundkragen und Halsbrosche. Eine Differenzierung in der Art der Haube, wie bei anderen Diakonissen, in examinierte Schwester oder Schülerin / Pflegehelferin, kannte die Friedensauer Schwesternschaft nicht. Lediglich an der Halsbrosche war die Stellung der jeweiligen Schwester abzulesen. Unterscheidbar waren Oberin (Goldene Brosche mit Emaillierung), Oberschwester (Leiterin Schwesternheim / Erholungsheim) und Schwester.
Spätestens seit den 1970er Jahren wurde die Schwesterntracht der Friedensauer Schwesternschaft nur noch zu besonderen Anlässen getragen, wie zum Beispiel den jährlichen „Schwesterntagungen“ oder zu Bundes- oder Landesgottesdiensten (Verbands- und Vereinigungskonferenzen). So trat die Oberin Esther Wurl letztmals bei den Verbandsgottesdiensten der Siebenten-Tags-Adventisten in der DDR in den 1980er Jahren, alle in der Nikolaikirche in Leipzig, in Schwesterntracht in Erscheinung.
Im Gegensatz zu evangelischen Diakonissen war die Schwesterntracht der Friedensauer Schwesternschaft bis Anfang der 1970er keine Konfektionsware, sondern immer maßgeschneidert. Ganz wesentlich für diesen Umstand war, dass sich die Mecklenburgerin Schwester Erna Ide (1903–1972), zeitweise stellvertretende Oberin, ausschließlich um die Fertigung von Kleidern, Schürzen und Hauben kümmerte.
Es ist im Besonderen darauf hinzuweisen, dass die Oberin Hulda Jost eine Schwesterntracht nutzte, die weder den Kaiserswerther Schwestern, bei denen sie ihre Ausbildung genoss, noch denen der Friedensauer Schwesternschaft glich. Die Gründe hierfür bleiben unklar.

## Schwesternheime
- Bad Aibling, Haus Wittelsbach

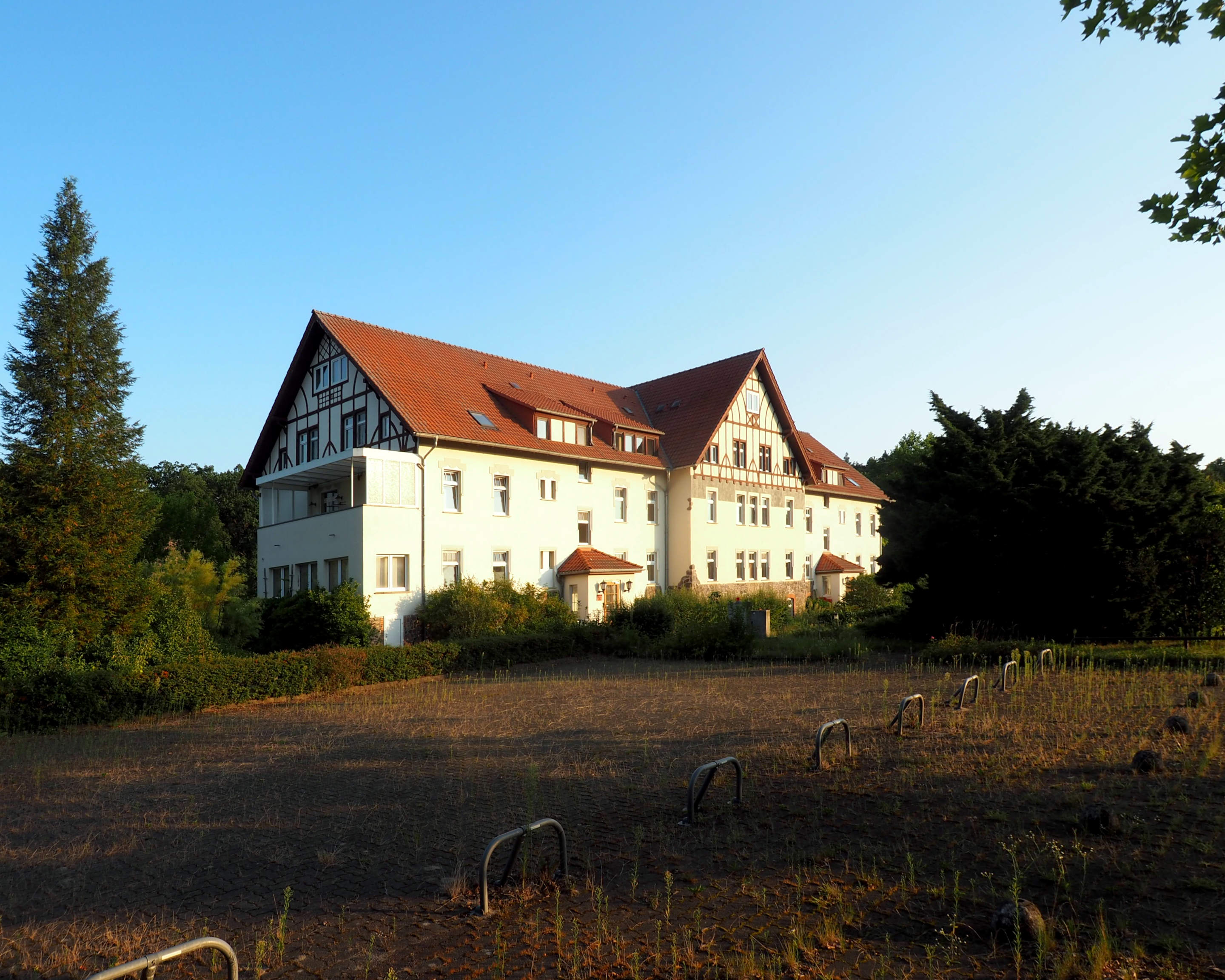
Das Altenheim, das zum Mutterhaus wurde

- Berlin - Zehlendorf, Krankenhaus Waldfriede, neben Golzheim das wichtigste Ausbildungszentrum der Schwesternschaft
- Breslau (heute Wrocław), zunächst ehem. Lohestraße 79 dann ehem. Augustenstraße 150
- Chemnitz-Rabenstein, Schlossstraße 7, in Verbindung mit dem heutigen heute DRK-Krankenhaus Chemnitz-Rabenstein
- Dresden, Lothringerstraße 8, zuletzt im Adventhaus
- Düsseldorf-Golzheim (heute Paracelsus-Klinik Golzheim)
- Frankfurt am Main, Eschenheimer Anlage 32
- Friedensau, Sanatorium, in den Weltkriegen Lazarett, später dann das Altenheim (Mutterhaus der Schwesternschaft auf dem Gebiet der DDR)
- Hamburg
- Köln, Haus "Felicitas", Luxemburgerstraße 75
- Leipzig, zuletzt in der Waldstraße 60
- Lichtenstein i. S.
- Wiesbaden, Rheinstraße 64 (heute Islamische Gemeinschaft der Bosniaken in Deutschland - Zentralrat e.V.)

## Leiterinnen
- Martha Auguste Creeper, geb. Siemensen, Oberin 1901 bis 1906, Deutsch-Engländerin, bei Eintritt in die Schwesternschaft Witwe[1]
- Helene Bartel, Oberin 1906 bis 1916
- Hanni Sickesz, Oberin 1916 bis 1928, Niederländerin, eine der ersten Röntgenschwester in Deutschlands[1]
- Hulda Jost, Oberin 1928 bis 1938
- Elfriede Schröder, Oberin 1938 bis 1951[1]
- Else Dronsek, Oberin 1951 bis 1967[1]
- Gerda Schwalenberg, Oberin 1968 bis 1981[1]
- Esther Wurl, Oberin 1981 bis 1988
- Ruth Scholz, geb. Saß (1935–2021), Oberin 1988 bis 2008[9]  (ab 2008 blieb die Stellung der Oberin unbesetzt).

Auf dem Gebiet der Bundesrepublik Deutschland und West-Berlin fungierten als Oberinnen zeitweise auch:
- Ida Bahr, als Oberin im Krankenhaus Waldfriede bis 1961,
- Elsabeth End, als Oberin im Krankenhaus Waldfriede ab 1961, zuvor Oberschwester und Hebamme.[10]

- Hannelore Witzig (1925–2019), Oberin 1957 bis 1985 in Süd- und Westdeutschland[11]

Es ist darauf hinzuweisen, dass die leitende Schwester im Krankenhaus Waldfriede immer auch den Titel "Oberin" führte.

## Bekannte Mitglieder
- Maria Haseneder (1901–1995)[13], Schweizerin, Oberschwester, Examen 1925 in Krankenhaus Waldfriede (Berlin), ab 1928 Leitende Schwester in Äthiopien, Kongo und Südafrika, bekannte Autorin, u. a. „Als weiße Schwester in Afrikas Wildnis“ (1950) und in Französisch "Infirmière Blanche En Pays Noir (1955)[13].
- Dora Sophie Hoyer (1884–1970), Oberschwester, Examen 1906, Leiterin des Schwesternheimes in Leipzig von 1911 bis 1922, Krankenpflegelehrerin am Missionsseminar Neandertal 1922–1928, ab 1928 Lehrerin und Hausmutter in Friedensau. Ihrer Initiative ist des zu verdanken, dass in den Kriegs- u. Nachkriegswirren die Bestände, zum Teil bis in der Zeit des 16. Jh. zurückreichend, der heutigen Bibliothek der Theologischen Hochschule erhalten blieben.[1] "Schwester Dora", galt als "Mutter in Israel" schlecht hin.[14]
- Dorothea Ising, Kinderkrankenschwester und -pflegerin in Jordanien. Zu ihren wesentlichen Aufgaben gehörte Kleinkindbetreuung des späteren Königs Hussein I., Hussein bin Talal (arabisch الحسين بن طلال).[5]
- Hulda Jost (1887–1938), Krankenschwesterausbildung in Kaiserswerth, ab 1914 als Marinekrankenschwester im Kriegsdienst, Reichleiterin des Advent-Wohlfahrts-Werkes, Fürsorgerin und Autorin, Oberin ab 1928. Zum Teil tätig auch für das Reichsministerium für Volksaufklärung und Propaganda (RMVP).[15]